# Reinach, Basel-Landschaft
Reinach är en ort och kommun i distriktet Arlesheim i kantonen Basel-Landschaft i Schweiz. Kommunen har 20 258 invånare (2023). Den ligger vid floden Birs.
En majoritet (88,1 %) av invånarna är tyskspråkiga (2014). En italienskspråkig minoritet på 2,9 % lever i kommunen. 33,7 % är katoliker, 27,3 % är reformert kristna och 38,9 % tillhör en annan trosinriktning eller saknar en religiös tillhörighet (2014).